# Striaria causeyae
Striaria causeyae är en mångfotingart som beskrevs av Chamberlin 1940. Striaria causeyae ingår i släktet Striaria och familjen Striariidae. Inga underarter finns listade i Catalogue of Life.